# Белфаст (Пенсільванія)
Белфаст (англ. Belfast) — переписна місцевість (CDP) в США, в окрузі Нортгемптон штату Пенсільванія. Населення — 1279 осіб (2020).

## Географія
Белфаст розташований за координатами 40°47′1″ пн. ш. 75°16′35″ зх. д. / 40.78361° пн. ш. 75.27639° зх. д. (40.783584, -75.276307).  За даними Бюро перепису населення США в 2010 році переписна місцевість мала площу 2,94 км², з яких 2,93 км² — суходіл та 0,01 км² — водойми.

## Демографія
Згідно з переписом 2010 року, у переписній місцевості мешкало 1257 осіб у 496 домогосподарствах у складі 376 родин. Густота населення становила 428 осіб/км².  Було 521 помешкання (177/км²).
Расовий склад населення:
| - 97,4 % — білих - 0,8 % — чорних або афроамериканців - 0,8 % — азіатів - 0,1 % — корінних американців |

До двох чи більше рас належало 1,0 %. Частка іспаномовних становила 2,7 % від усіх жителів.
За віковим діапазоном населення розподілялося таким чином: 18,8 % — особи молодші 18 років, 61,5 % — особи у віці 18—64 років, 19,7 % — особи у віці 65 років та старші. Медіана віку мешканця становила 47,3 року. На 100 осіб жіночої статі у переписній місцевості припадало 100,8 чоловіків;  на 100 жінок у віці від 18 років та старших — 96,0 чоловіків також старших 18 років.
Середній дохід на одне домашнє господарство  становив 71 348 доларів США (медіана — 66 938), а середній дохід на одну сім'ю — 83 802 долари (медіана — 78 828). За межею бідності перебувало 2,0 % осіб, у тому числі 0,0 % дітей у віці до 18 років та 0,0 % осіб у віці 65 років та старших.
Цивільне працевлаштоване населення становило 526 осіб. Основні галузі зайнятості: освіта, охорона здоров'я та соціальна допомога — 18,3 %, виробництво — 16,0 %, роздрібна торгівля — 13,9 %.